# フランソワ・クロス
フランソワ・クロス（François Cros、1994年3月25日 - ）は、トップ14、スタッド・トゥールーザンに所属するラグビー選手。

## プロフィール
- フランス・トゥールーズ出身。
- ポジションはフランカー(FL)。
- 身長 190cm、体重 107kg
- U20フランス代表に選ばれたことがある[1]。
- フランス代表キャップは16(2022年3月現在)。

## 略歴
2016年、トゥールーズに加入。 